# La ciudad muerta de Korad
La ciudad muerta de Korad es un poemario escrito por Oscar Hurtado, publicado en 1964.

## Reseña
«La ciudad muerta de Korad» es un libro de poemas cargados de intertextualidades con la saga marciana de Edgar Rice Burroughs, las novelas de Sherlock Holmes de Conan Doyle, cuentos del folklore infantil, la Ilíada y otras referencias.
La obra sentó precedentes tanto por su forma versificada como por el contenido humorístico, rasgo característico y distintivo de casi toda la ciencia ficción cubana (tómese como ejemplo, El libro fantástico de Oaj y la obra de F. Mond, entre muchos otros).
La ciudad muerta de Korad inspiró el primer ballet cubano de ciencia ficción, "Misión Korad", estrenado en 1980 con coreografía de Alicia Alonso, como homenaje a la misión espacial conjunta URSS-Cuba en la que voló el primer cosmonauta latinoamericano, Arnaldo Tamayo.
Este poemario fue incluido íntegramente en la antología Los papeles de Valencia el Mudo, junto con otros poemas y cuentos del autor, en una edición póstuma publicada en 1983, editada y prologada por la escritora cubana Daína Chaviano.
Se le considera una de las obras fundacionales del género de ciencia ficción en Cuba.